# فيفيان شيلينغ
فيفيان شيلينغ (بالإنجليزية: Vivian Schilling)‏ (15 فبراير 1968، ويتشيتا في الولايات المتحدة)؛ كاتبة سيناريو وروائية أمريكية.

## روابط خارجية
- فيفيان شيلينغ على موقع IMDb (الإنجليزية)
- فيفيان شيلينغ على موقع قاعدة بيانات الفيلم (الإنجليزية)